# Cassiinae
Cassiinae es una subtribu de plantas perteneciente a la subfamilia Caesalpinioideae de las leguminosas (Fabaceae). El género tipo es: Cassia L.

## Géneros
- Cassia
- Chamaecrista
- Senna